# STS-41-C
STS-41-C (englisch Space Transportation System) ist eine Missionsbezeichnung für das US-amerikanische Space Shuttle Challenger (OV-99) der NASA. Der Start erfolgte am 6. April 1984. Es war die elfte Space-Shuttle-Mission und der fünfte Flug der Raumfähre Challenger.

## Mannschaft
- Robert Crippen (3. Raumflug), Kommandant
- Francis Scobee (1. Raumflug), Pilot
- Terry Hart (1. Raumflug), Missionsspezialist
- James van Hoften (1. Raumflug), Missionsspezialist
- George Nelson (1. Raumflug), Missionsspezialist

## Missionsüberblick

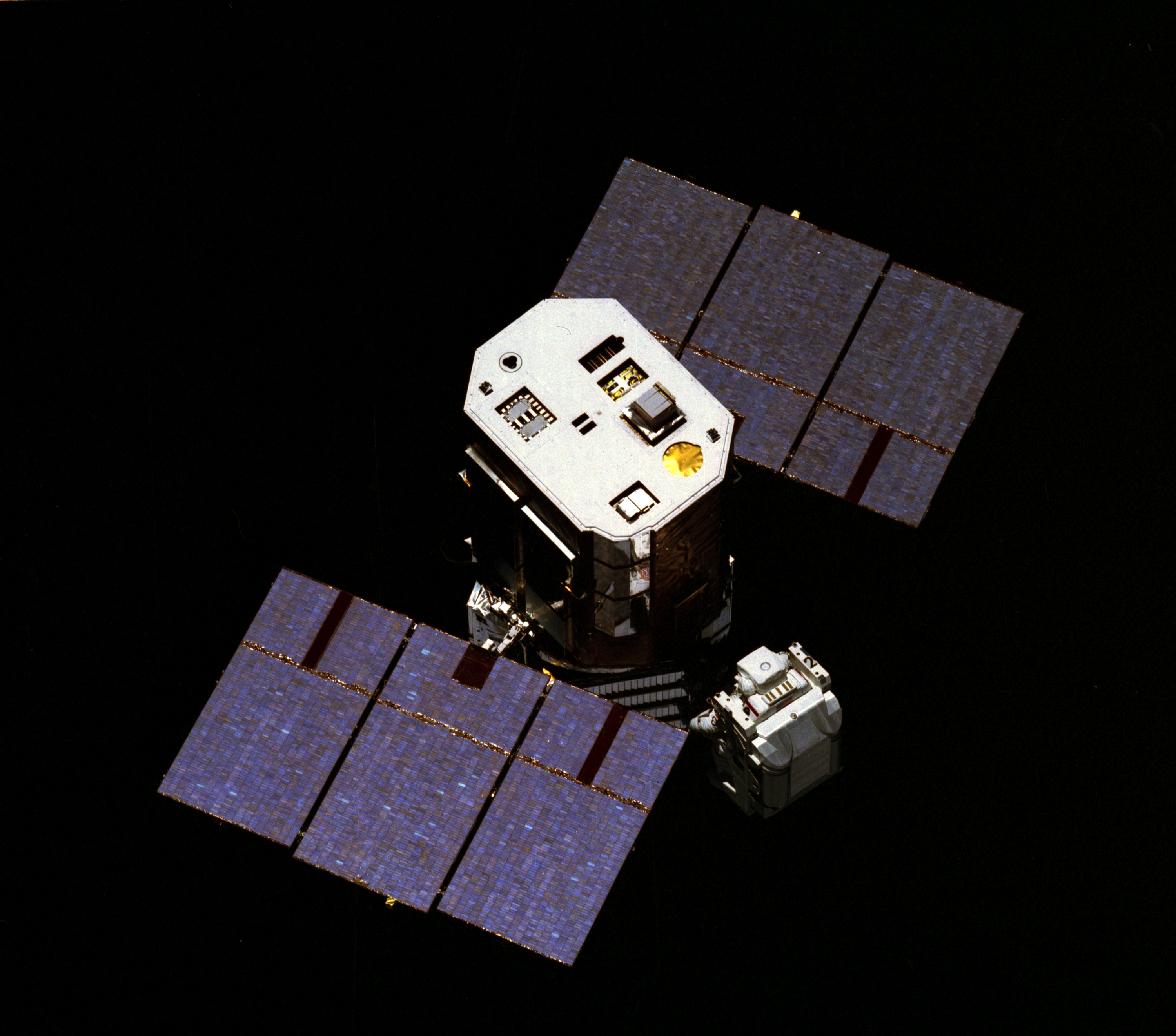
SMM im Orbit

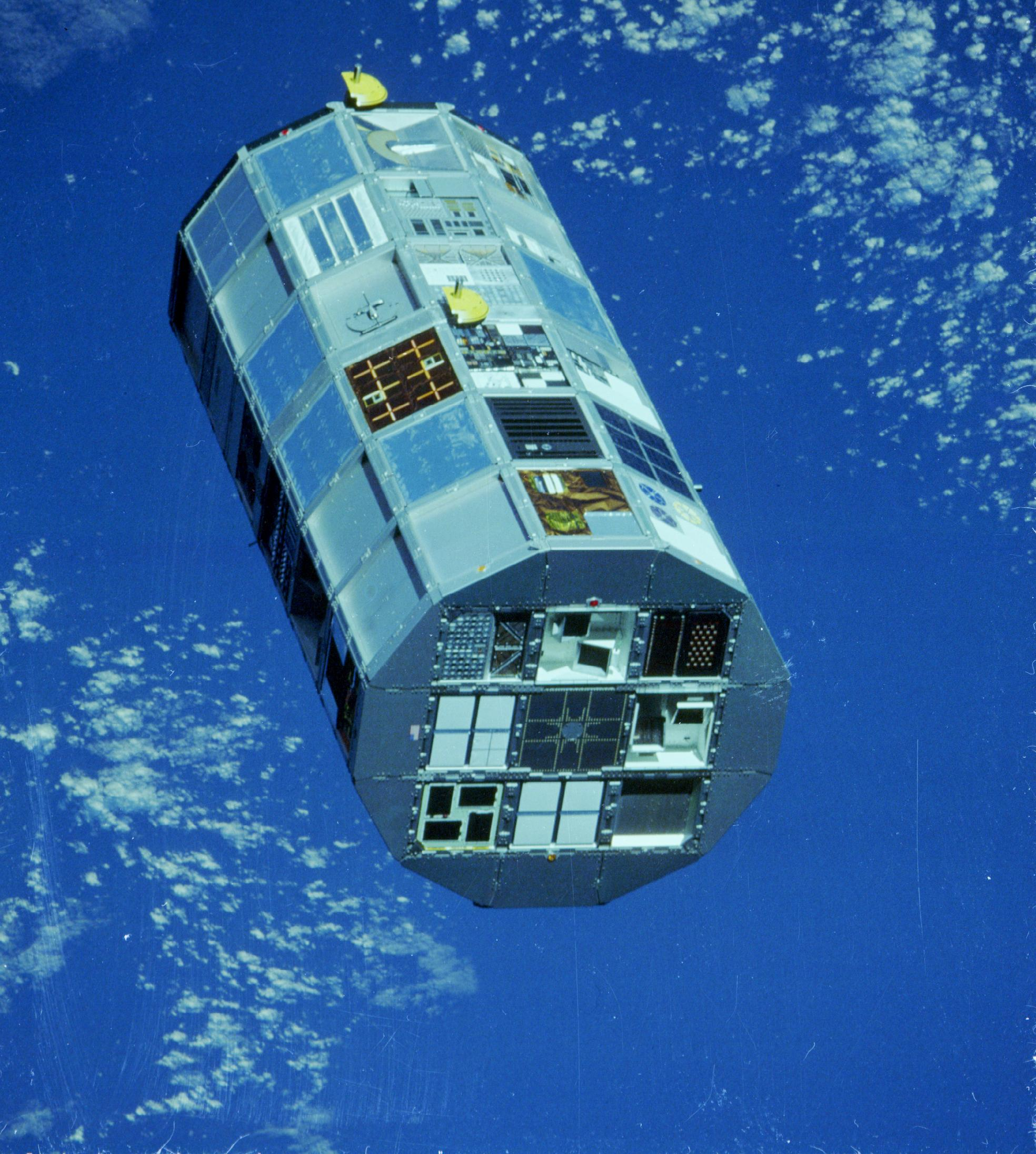
LDEF nach dem Aussetzen

Einer der Höhepunkte der Shuttle-Mission war die Reparatur des Satelliten Solar Maximum Mission (SMM) direkt im Orbit. Mit den beim vorherigen Flug erfolgreich getesteten Manned Maneuvering Units konnten die Astronauten James van Hoften und George Nelson zum Satelliten fliegen und dort unter anderem das Lageregelungssystem austauschen. Probleme beim Einfangen des Satelliten führten dabei zu einer zusätzlichen Erdumkreisung und der Landung auf der Edwards Air Force Base anstelle des Kennedy Space Centers. Auch wurde die Long Duration Exposure Facility (LDEF) mit insgesamt 57 Experimenten an Bord ausgesetzt, damit eine spätere Shuttle-Mission diese wieder einsammelt. Der cineastische Höhepunkt der Mission war die IMAX-Kamera, die sich während der Mission an Bord befand.
Diese Mission war ursprünglich unter der Bezeichnung STS-13 geplant worden. Durch das neue Nummerierungssystem für Shuttleflüge wurde daraus jedoch STS-41-C. Aufgrund von Änderungen in der Startreihenfolge handelte es sich tatsächlich um die elfte, nicht die dreizehnte Shuttle-Mission.